# Едуард Кенеди
Едуард Мор Кенеди, известен като Тед Кенеди, (Edward Moore „Ted“ Kennedy) е американски сенатор от Масачузетс, член на Демократическата партия, избран за първи път на този пост през ноември 1962 година. Той е най-малкият брат на Джон Кенеди и Робърт Кенеди.
На 20 май 2008 година е диагностициран с тумор на мозъка. На 2 юни е подложен на 3,5 часа операция. Въпреки че операцията се счита за успешна, прогнозата не е много ясна, защото операцията сама по себе си може да продължи живота само с няколко месеца, през които се разчита на други методи на лечение.
Кенеди умира на 25 август 2009 г. в Хаянис Порт, Масачузетс.